# Куп домаћих нација 1895.
Куп домаћих нација 1895. (службени назив: 1895 Home Nations Championship) је било 13. издање овог најелитнијег репрезентативног рагби такмичења Старог континента.
Куп су освојили Шкотланђани.

## Такмичење
Велс - Енглеска 6-14
Шкотска - Велс 5-4
Ирска - Енглеска 3-6
Шкотска - Ирска 6-0
Енглеска - Шкотска 3-6
Велс - Ирска 5-3

## Табела
|   | Селекција                     | ИГ | Д | Н | И | ПД | ПП | ПР  | Б |  |
| - | ----------------------------- | -- | - | - | - | -- | -- | --- | - |  |
| 1 | Рагби репрезентација Шкотске  | 3  | 3 | 0 | 0 | 17 | 7  | +10 | 6 |  |
| 2 | Рагби репрезентација Енглеске | 3  | 2 | 0 | 1 | 23 | 15 | +13 | 4 |  |
| 3 | Рагби репрезентација Велса    | 3  | 1 | 0 | 2 | 15 | 22 | -7  | 2 |  |
| 4 | Рагби репрезентација Ирске    | 3  | 0 | 0 | 3 | 6  | 17 | -11 | 0 |  |

| Победник Купа домаћих нација 1895.                       |
| -------------------------------------------------------- |
| Репрезентација Шкотске 4. титула првака Европе у рагбију |